# 吉野瑞穂
吉野 瑞穂（よしの みずほ、5月27日 - ）は、日本の女性声優、歌手、女優である。東京都出身。アミュレート準所属。ドワンゴクリエイティブスクール出身。血液型はO型。愛称は「みっぽりん」、「ぽりんちゃん」。

## 人物
オーディオドラマから発展した声優アイドルユニット「Fairy-AID」のメンバー、およびキャラアニ20周年記念で結成された声優アイドルユニット「迷ゐゴ」のメンバーとして、ライブ活動やトークイベントを行っていた女性声優である。また、ラジオパーソナリティーを担当したり、ソロ曲の歌唱、舞台や朗読劇への出演といった活動も行った。2021年7月1日より、声優事務所・アミュレートへ準所属する。
声優になろうと思ったきっかけは、友達と話しているときに『あの日見た花の名前を僕達はまだ知らない。』の「めんま」に似ていると言われたからである。
趣味は、アニメやアイドルのライブ映像を見たり、アニソンを集めたり、漫画を読んだり、お洋服のサイトを見たり、コスメの研究をすることである。
休日はカラオケ、映画、テーマパーク、食べ歩きなどをして過ごしている。
最近のブームは猫カフェで、合間に行ったりしている。
特技は跳び箱とアニソンイントロクイズである。
好きな食べ物は牛タン、つけ麺、もんじゃ焼き、手羽先、羊肉、ポテト、アイスクリームである。
魚が苦手なため、普段の食事はごはんや肉、野菜や豆腐が多い。
甘い物は苦手であるが、つぶあんとこしあんは好きである。
好きな学校行事は文化祭、得意な科目は体育、英語、苦手な科目は数学である。声優の仕事以外では、体育や幼稚園の先生に興味を持っている。

## 出演

### ゲーム
- 高円寺女子サッカー3 ～恋するイレブン いつかはヘブン～（2016年、浦原萌[12]）
- 陰陽おとぎソール（2017年）
- ソラとウミのアイダ（2017年）
- 百戦錬磨～強者の戦国～（2023年、妻木熙子）

### ピクチャードラマ
- 「虹色スクランブルが咲く街」ピクチャードラマ『あの街へ』（2018年、牧田なず菜[13]） ※Fairy-AIDとして

### ドラマCD
- 本気!アニラブ　第12期テーマソングCD「ラジオドラマ『ちかQ大パニック!』」（2018年）[14] ※gacha-chaとして

### CM
- animelo mix CM（2014年9月5日）
- コカ・コーラ社「ネームボトル」 - RUMI役
- 「鬼灯の冷徹×リアル謎解きゲーム」～ニジゲンノモリ地獄巡りツアー～　獄卒新規採用試験篇　CMナレーション

### 雑誌
- 声優グランプリ　2018年10月号掲載[15]（Fairy-AID）
- 声優グランプリ　2018年12月号・2019年10月号掲載[16][17]（Fairy-AID）
- Rocket vol.19・vol.21掲載（迷ゐゴ）

### フォトブック
- みっぽりんの7colors♡[18]（2018年12月29日）

### 番組
- ラジオ「高円寺女子サッカー」[19]（2014年10月27日、2015年1月26日、2月23日、5月4日）- 高円寺女子サッカー3・浦原萌役
- ニコニコ生放送「電人☆ゲッチャ！」[20]（2016年6月9日）- 高円寺女子サッカー3・浦原萌役
- アニラブ!ガチャガチャ　第3期[21]（2017年10月2日 - 2018年9月17日）
- 桜木・ガチャチャのご褒美ＢＢＱ！[22]（2018年6月8日）- gacha-cha
- みっぽりんの7colors♡[23]（2018年6月9日、8月11日、10月6日）
- みっぽりんのミュージック＋スペシャル[24]（2018年10月19日）
- 吉野瑞穂の本気!アニラブ[25]（2019年4月1日 - 2019年9月23日）
- ウチの夏フェス＋2019 フレッシュ夏フェス隊[26]（CM枠：2019年7月 - 8月、特別番組：2019年8月10日、8月15日）
- みんな集まれ！A&G年末年始情報スペシャル！（2019年12月20日）
- A&Gワンダフルサタデー！ 第4期[27]（2020年1月11日 - 2020年3月28日）
- 吉野瑞穂、乃並なの、アクタリウムの焼肉パーティ[28]（2020年3月20日）
- BSフジ「ギルドフレンズ～世界へ？本気です！～」[29][30][31][32]（2020年3月20日、4月17日、5月15日、6月19日）- Fairy-AID
- A&Gサタデーライブ特別編 第2回[33]（2020年5月9日）- ややぽじ
- ややぽじのミュージック＋スペシャル[34]（2020年7月3日）
- A&Gワンダフルサタデー～生放送スペシャル[35]（2020年7月4日）
- A&Gワンダフルサタデー～スペシャル[36]（2020年9月5日）
- 湊元りょう・吉野瑞穂のミュージック＋[37]（2020年11月6日）
- 超！A&G＋スペシャル「クリスマスパーティLIVEへようこそ！」[38]（2021年12月17日）
- 城とドラゴン YouTube番組「すくすく！城ドラ養成所」[39]（2023年6月8日 -）

### 舞台
- 劇団「神保町界隈」第4回公演『アイドルくの一忍法帖 -風磨四姉妹の逆襲-』[40]（2016年10月13日 - 16日）- 監禁ガールズ役
- 劇団「神保町界隈」第5回公演『2017 アイドル誕生』[40]（2017年10月5日 - 9日）- 星野リカ役
- 劇団「神保町界隈」第7回公演『憑依声優「怪談 佐賀城の化け猫」』[40]（2019年10月11日 - 14日）- おむつ / 丘ナオコ役
- 劇団浜松町第2回公演「サイレント騎士LOVE」[41][42]（2019年12月15日）- マンボウ大佐 / 滝下由紀役

### 撮影会
- 吉野瑞穂 生誕記念特別撮影会＜Fan Session＞[43]（2021年7月19日）
- 吉野瑞穂 生誕記念特別撮影会＜Photo Session＞[44]（2021年7月25日）
- 吉野瑞穂 生誕記念特別撮影会＜Photo Session＞追加公演[44]（2021年8月1日）
- PLUM 撮影会 2024年5月[45]（2024年5月27日）
- 吉野瑞穂　10月ハロウィン撮影会[46]（2024年10月19日）

### イベント
2014年
- Animelo Summer Live 2014 -ONENESS-（2014年8月29日 - 2014年8月31日）- バックダンサー
- LIVE DAM presents DCS Rally Entertainment 2014 ～Rise～（2014年12月23日）

2016年
- 高円寺女子サッカー3　ちょい遅・発売記念緊急ライブ（2016年7月13日）- KGF★11

2017年
- A&Gサタデーライブ！2017 第9回（2017年12月9日）- gacha-cha
- アニラブ・オールスター2017（2017年12月29日）- gacha-cha

2018年
- A&Gサタデーライブ！2018 第1回（2018年4月14日）- gacha-cha
- A&Gオールスター2018スペシャルライブ！（2018年10月7日）- MC
- 「新生Fairy-AIDお披露目ライブ＆イベント」～小さなことからコツコツと、いつか虹色の夢に向かって～（2018年10月9日）- Fairy-AID
- ねこぱんち（2018年10月17日）- Fairy-AID
- A&Gサタデーライブ！2018 第6回（2018年12月8日）
- Fairy-AIDのX’mas Party！（2018年12月24日）- Fairy-AID

2019年
- ふるさと祭り東京2019　1月13日　ふるさとステージ　ミュージックステージ（2019年1月13日）- Fairy-AID
- KASUMIとFairy-AIDと愉快な仲間（2019年3月24日）- Fairy-AID
- A&Gサタデーライブ！2019 第1回（2019年4月6日）
- Loft Rocket dive SP! vol.12～actarium go ahead!～（2019年4月25日）
- 喋って歌え！学園祭 PART Ⅴ【昼】～なにこれ！嘘番組～（2019年4月28日）- 前説・後説
- 喋って歌え！学園祭 PART Ⅴ【夜】～これこれ！番組イベント～（2019年4月28日）- 前説・後説
- Dream Voice vol.1 supported by 声優グランプリ（2019年4月30日）- Fairy-AID
- Dream Voice vol.2 supported by 声優グランプリ（2019年5月24日）- Fairy-AID
- Fairy-AID Reading Live vol.0 and Fan"Thanks"Meeting（2019年6月15日）- Fairy-AID
- Dream Voice vol.3 supported by 声優グランプリ（2019年6月28日）- Fairy-AID、Casta★nation
- 声優グランプリ presents “NEXT POWER SHOWCASE” 第一部（2019年7月21日）- Fairy-AID
- 声優グランプリ presents “NEXT POWER SHOWCASE” 第二部（2019年7月21日）- Fairy-AID
- Dream Voice vol.4 supported by 声優グランプリ（2019年7月26日）- Fairy-AID
- アニソン・コスプレライブ 2019（2019年7月27日）- Fairy-AID
- Fairy-AID「虹色スクランブルが咲く街」2nd Anniversary brasserie（2019年8月10日）- Fairy-AID
- Dream Voice vol.5 supported by 声優グランプリ（2019年8月24日）- Fairy-AID
- A&Gサタデーライブ！2019 第4回（2019年9月7日）
- 迷ゐゴ定期公演「act-1 星の記憶の物語」（2019年10月1日）- 迷ゐゴ
- VOICE CONNRCTION Mermaid Fes. #1（2019年10月5日）
- 浜祭前夜祭2019 in 文化放送（2019年11月3日）
- 浜松町ハーベストフェスタ～浜祭 ストリートライブ（2019年11月4日）
- A&Gサタデーライブ！2019 第5回（2019年11月9日）- gacha-cha
- 迷ゐゴ定期公演「act-2 Twilight City」（2019年12月23日）- 迷ゐゴ
- 喋れ！学園祭 トークライブ（2019年12月29日）
- アニラブ・オールスター2019（2019年12月30日）

2020年
- Rocket Fes in サンリオピューロランド（2020年2月11日）- 迷ゐゴ
- A&Gサタデーライブ！2020 第4回（2020年7月11日）- ややぽじ
- 喋って歌え！学園祭partⅥ マウンテンドリーム編（2020年8月10日）- ややぽじ
- あーやんとみっぽりんの休み時間（2020年9月6日）
- A&Gサタデーライブ！2020 第6回（2020年9月12日）- ややぽじ
- Rocket Fes vol.62 ～真夏の縁日～（2020年9月14日）- 迷ゐゴ
- Dream Voice Online supported by 声優グランプリ ＜１００＞（2020年10月17日）
- アクタリウム＆迷ゐゴ合同開催 ライブ＆バトル vol.1（2020年10月20日）- 迷ゐゴ
- ハロウィーンパーティー“6 colors of imagination”（2020年10月31日）- Fairy-AID
- ショートカット部主催 アドレセンス東名阪ツアー《東京編》 星乃ちろる卒業式（2020年12月20日）- Fairy-AID
- Fairy-Festival part 1～X'mas Eve Special～（2020年12月24日）- Fairy-AID
- Dream Voice supported by 声優グランプリ（Alternative Special）（2020年12月25日）- Fairy-AID
- Fairy-AIDファンミーティング ～妖精たちのトークライブ～（2020年12月26日）- Fairy-AID

2021年
- フレッシュ企画「即興コントステージ」（2021年9月19日）
- 喋れ！学園祭200回祭スペシャル～生放送もあるよ（それで！）（2021年9月25日）
- Fairy-AID ファンミーティング（2021年10月17日）- Fairy-AID
- Cyber LIVE COLLECTION Vol.21（2021年12月12日）- Fairy-AID
- Fairy-AIDのクリスマス（2021年12月25日）- Fairy-AID
- 『超！A&G＋スペシャル』presents 超！クリスマスパーティーLIVE！DAY2（2021年12月26日）- ソロ出演 & Fairy-AID

2022年
- 早川くるみ Birthday Event ～くるみんの会～（2022年4月24日）
- 『超！A&G＋スペシャル』presents GIRLS LIVE PAVILION #3（2022年6月12日）
- 大川里菜・吉野瑞穂 合同バースデーライブ！（2022年6月26日）
- 『超！A&G＋スペシャル』presents GIRLS LIVE PAVILION #4（2022年7月10日）- Fairy-AID
- 『超！A&G＋スペシャル』presents GIRLS LIVE PAVILION #5（2022年7月10日）
- 喋って歌え！学園祭PARTⅥ～ほんとにいてくれ！ヤクスギー～【第２部】～あれやれ！これやめれ！番組企画会議～（2022年10月9日）
- Mermaid Fes Special（2022年11月6日）- 昼の部:ソロ / Fairy-AID、夜の部:迷ゐゴ / Fairy-AID
- 『超！A&G＋スペシャル』presents GIRLS LIVE PAVILION #6（2022年11月20日）- Fairy-AID
- 『超！A&G＋スペシャル』presents GIRLS LIVE PAVILION #7（2022年11月20日）
- Fairy-AIDのクリスマス 2022（2022年12月24日）- Fairy-AID

2023年
- アイドルふりいくっ! 夏の陣 第1部（2023年7月30日）- 迷ゐゴ
- 空野日咲誕生祭『碧空の行進曲』（2023年8月20日）- 迷ゐゴ
- 愛と青春のプラ板部～ファースト単独イベント（2023年9月2日）
- Rocket Base定期公演 vol.2 HALLOWEEN PARTY（2023年10月21日）- 迷ゐゴ
- Rocket Base定期公演 vol.3 ブラックサンデー（2023年11月12日）- 迷ゐゴ
- Rocket Base定期公演 vol.4 のんびりクリスマス（2023年12月26日）- 迷ゐゴ

2024年
- Rocket Base定期公演 vol.5 SHINSYUN SUNSHINE（2024年1月20日）- 迷ゐゴ
- entenka tour TOKYO（2024年1月28日）- 迷ゐゴ
- 春名美やび生誕ライブ「QSS」（2024年4月20日）- ソロ / 迷ゐゴ

## ディスコグラフィ
| 発売日   | 商品名                                       | 歌                                                                            | 楽曲                                                      | 備考                                                                       |
| 2017年   | 2017年                                       | 2017年                                                                        | 2017年                                                    | 2017年                                                                     |
| -------- | -------------------------------------------- | ----------------------------------------------------------------------------- | --------------------------------------------------------- | -------------------------------------------------------------------------- |
| 12月29日 | 本気！アニラブ 第11期テーマソングＣＤ        | gacha-cha（吉野瑞穂、大野満理奈、嘉陽光）                                     | 「大好き・・・大好きだよ」                                | ラジオ『アニラブ!ガチャガチャ』第3期テーマソング                           |
| 2018年   |                                              |                                                                               |                                                           |                                                                            |
| 10月9日  | Fairy-AID イベント特別CD vol.1               | Fairy-AID（吉野瑞穂、早川くるみ、汐野杏奈、大川里菜、北村真理奈、星村彩乃）   | 「あの街へ」(short ver.)                                  | 「虹色スクランブルが咲く街」ピクチャードラマ『あの街へ』オープニングテーマ |
| 10月9日  | Fairy-AID イベント特別CD vol.1               | Fairy-AID（吉野瑞穂、早川くるみ、汐野杏奈、大川里菜、北村真理奈、星村彩乃）   | 「ひまわりの咲くころに」                                  |                                                                            |
| 10月9日  | Fairy-AID イベント特別CD vol.1               | Fairy-AID（吉野瑞穂、早川くるみ、汐野杏奈、大川里菜、北村真理奈、星村彩乃）   | 「Fairy-AID ～夢をつないで～」                            |                                                                            |
| 12月24日 | Fairy-AID イベント特別CD vol.2               | Fairy-AID（吉野瑞穂、早川くるみ、汐野杏奈、大川里菜、北村真理奈、星村彩乃）   | 「あの街へ」                                              | 「虹色スクランブルが咲く街」ピクチャードラマ『あの街へ』オープニングテーマ |
| 12月24日 | Fairy-AID イベント特別CD vol.2               | Fairy-AID（吉野瑞穂、早川くるみ、汐野杏奈、大川里菜、北村真理奈、星村彩乃）   | 「♡はご多忙中」                                           |                                                                            |
| 12月24日 | Fairy-AID イベント特別CD vol.2               | Fairy-AID（吉野瑞穂、早川くるみ、汐野杏奈、大川里菜、北村真理奈、星村彩乃）   | 「妖精たちのシンフォニー」                                |                                                                            |
| 12月24日 | Fairy-AID イベント特別CD vol.2               | Fairy-AID（吉野瑞穂、早川くるみ、汐野杏奈、大川里菜、北村真理奈、星村彩乃）   | 「Starting Over」                                         |                                                                            |
| 12月29日 | みっぽりんの7colors♡                         | 吉野瑞穂                                                                      | 「あざと可愛い作戦っ！」                                  | ラジオ『みっぽりんの7colors♡』テーマソング                                 |
| 2019年   |                                              |                                                                               |                                                           |                                                                            |
| 4月27日  | 本気！アニラブ 第14期テーマソングＣＤ        | 吉野瑞穂                                                                      | 「きみがすき。」                                          | ラジオ『本気！アニラブ』第14期オープニングテーマ                           |
| 9月25日  | 「虹色スクランブルが咲く街」Music File vol.1 | Fairy-AID（吉野瑞穂、大川里菜、早川くるみ、汐野杏奈、北村真理奈、星村彩乃）   | 「あの街へ (Official Remaster Version)」                  | 「虹色スクランブルが咲く街」ピクチャードラマ『あの街へ』オープニングテーマ |
| 9月25日  | 「虹色スクランブルが咲く街」Music File vol.1 | Fairy-AID（吉野瑞穂、大川里菜、早川くるみ、汐野杏奈、北村真理奈、星村彩乃）   | 「♡はご多忙中！ (Official Remaster Version)」             |                                                                            |
| 9月25日  | 「虹色スクランブルが咲く街」Music File vol.1 | Fairy-AID（吉野瑞穂、大川里菜、早川くるみ、汐野杏奈、北村真理奈、星村彩乃）   | 「ひまわりの咲くころに (Official Remaster Version)」      |                                                                            |
| 11月29日 | 「虹色スクランブルが咲く街」Music File vol.2 | Fairy-AID（吉野瑞穂、大川里菜、早川くるみ、汐野杏奈、北村真理奈、星村彩乃）   | 「Fairy-AID～夢をつないで～ (Official Remaster Version)」 |                                                                            |
| 11月29日 | 「虹色スクランブルが咲く街」Music File vol.2 | Fairy-AID（吉野瑞穂、大川里菜、早川くるみ、汐野杏奈、北村真理奈、星村彩乃）   | 「ミルフィーユの休日」                                    |                                                                            |
| 11月29日 | 「虹色スクランブルが咲く街」Music File vol.2 | Fairy-AID（吉野瑞穂、大川里菜、早川くるみ、汐野杏奈、北村真理奈、星村彩乃）   | 「BEST FRIEND (Official Remaster Version)」               |                                                                            |
| 11月30日 | 「虹色スクランブルが咲く街」Music File vol.3 | Fairy-AID（吉野瑞穂、大川里菜、早川くるみ、汐野杏奈、北村真理奈、星村彩乃）   | 「Starting Over (Official Remaster Version)」             |                                                                            |
| 11月30日 | 「虹色スクランブルが咲く街」Music File vol.3 | Fairy-AID（吉野瑞穂、大川里菜、早川くるみ、汐野杏奈、北村真理奈、星村彩乃）   | 「告白COLOR (Official Remaster Version)」                 |                                                                            |
| 11月30日 | 「虹色スクランブルが咲く街」Music File vol.3 | Fairy-AID（吉野瑞穂、大川里菜、早川くるみ、汐野杏奈、北村真理奈、星村彩乃）   | 「妖精たちのシンフォニー (Official Remaster Version)」    |                                                                            |
| 12月27日 | 「虹色スクランブルが咲く街」Music File vol.4 | Fairy-AID（吉野瑞穂、大川里菜、早川くるみ、汐野杏奈、北村真理奈、星村彩乃）   | 「青春の輝き」                                            |                                                                            |
| 2020年   |                                              |                                                                               |                                                           |                                                                            |
| 7月11日  | Dreamer!                                     | ややぽじ（湊元りょう、吉野瑞穂）                                              | 「Dreamer!」                                              | ラジオ『A&Gワンダフルサタデー』第4期テーマソング                           |
| 7月11日  | Dreamer!                                     | 吉野瑞穂                                                                      | 「あざと可愛い作戦っ！」                                  | ラジオ『みっぽりんの7colors♡』テーマソング                                 |
| 2021年   |                                              |                                                                               |                                                           |                                                                            |
| 1月15日  | Fairy-AID CD Theater Vol.1 Nazuna            | Fairy-AID（吉野瑞穂、早川くるみ、汐野杏奈、大川里菜、北村真理奈、小鳥遊彩乃） | 「あの街へ」                                              | 「Fairy-AID CD Theater」オープニングテーマ                                 |
| 1月15日  | Fairy-AID CD Theater Vol.1 Nazuna            | Fairy-AID（吉野瑞穂、早川くるみ、汐野杏奈、大川里菜、北村真理奈、小鳥遊彩乃） | 「ミルキーウェイまで乗せてって」(Short ver.)              | 「Fairy-AID CD Theater」エンディングテーマ                                 |
| 1月15日  | Fairy-AID CD Theater Vol.1 Nazuna            | 吉野瑞穂                                                                      | 「あいたくて」                                            | 「Fairy-AID CD Theater Vol.1」挿入歌                                       |
| 7月16日  | Fairy-AID CD Theater Vol.2 Haru              | Fairy-AID（吉野瑞穂、早川くるみ、汐野杏奈、大川里菜）                         | 「あの街へ」(Short ver.)                                  | 「Fairy-AID CD Theater」オープニングテーマ                                 |
| 7月16日  | Fairy-AID CD Theater Vol.2 Haru              | Fairy-AID（吉野瑞穂、早川くるみ、汐野杏奈、大川里菜）                         | 「ミルキーウェイまで乗せてって」                          | 「Fairy-AID CD Theater」エンディングテーマ                                 |
| 2022年   |                                              |                                                                               |                                                           |                                                                            |
| 1月7日   | Fairy-AID CD Theater Vol.3 Honoka            | Fairy-AID（吉野瑞穂、早川くるみ、汐野杏奈、大川里菜）                         | 「共鳴≒Moderato」                                         | 「Fairy-AID CD Theater」オープニングテーマ2                                |
| 1月7日   | Fairy-AID CD Theater Vol.3 Honoka            | Fairy-AID（吉野瑞穂、早川くるみ、汐野杏奈、大川里菜）                         | 「ミルキーウェイまで乗せてって」(Short ver.)              | 「Fairy-AID CD Theater」エンディングテーマ                                 |
| 3月18日  | Fairy-AID CD Theater Vol.4 Yukari            | Fairy-AID（吉野瑞穂、早川くるみ、汐野杏奈、大川里菜）                         | 「共鳴≒Moderato」(Short ver.)                             | 「Fairy-AID CD Theater」オープニングテーマ2                                |
| 3月18日  | Fairy-AID CD Theater Vol.4 Yukari            | Fairy-AID（吉野瑞穂、早川くるみ、汐野杏奈、大川里菜）                         | 「ミルキーウェイまで乗せてって」(Short ver.)              | 「Fairy-AID CD Theater」エンディングテーマ                                 |
| 8月26日  | Fairy-AID CD Theater Vol.5 Arisa             | Fairy-AID（吉野瑞穂、早川くるみ、汐野杏奈、大川里菜）                         | 「No time to waste～限られた時間」(Short ver.)            | 「Fairy-AID CD Theater」オープニングテーマ3                                |
| 8月26日  | Fairy-AID CD Theater Vol.5 Arisa             | Fairy-AID（吉野瑞穂、早川くるみ、汐野杏奈、大川里菜）                         | 「ミルキーウェイまで乗せてって」(Short ver.)              | 「Fairy-AID CD Theater」エンディングテーマ                                 |
| 11月25日 | Fairy-AID CD Theater Vol.6 Rui               | Fairy-AID（吉野瑞穂、早川くるみ、汐野杏奈、大川里菜）                         | 「No time to waste～限られた時間」                        | 「Fairy-AID CD Theater」オープニングテーマ3                                |
| 11月25日 | Fairy-AID CD Theater Vol.6 Rui               | Fairy-AID（吉野瑞穂、早川くるみ、汐野杏奈、大川里菜）                         | 「ミルキーウェイまで乗せてって」(Short ver.)              | 「Fairy-AID CD Theater」エンディングテーマ                                 |